# Pajusi kommun
Pajusi vald är en kommun i Estland.   Den ligger i landskapet Jõgevamaa, i den centrala delen av landet, 110 km sydost om huvudstaden Tallinn.
Följande samhällen finns i Pajusi vald:
- Pisisaare
- Vägari
- Kalana
- Pajusi
- Lahavere